# Фракция „Червена армия“
Фракция „Червена армия“ (на немски: Rote Armee Fraktion, RAF) е германска радикална лява екстремистка организация, съществувала от 1968 г. до 1998 г. и действала във ФРГ и Западен Берлин, отговорна за убийствата на 34 души и обирите на 31 банки. Ранените граждани са 230.
Организацията е основана през 1968 г. от Андреас Баадер, Гудрун Енслин, Хорст Малер, Улрике Майнхоф, Ирмгард Мьолер и др. и назована в чест на революционните армии на СССР, Китай и Куба. Организирана е по образец на южноамериканските партизански групи като Тупамарос (Уругвай). Участниците ѝ разглеждат дейността си като градска партизанска война против държавния апарат и буржоазната класа.
През 1998 г. Фракция „Червена армия“ официално обявява саморазпускането си.

## История

### Възникване
През 1960-те години във ФРГ и Западен Берлин израства следвоенно младежко поколение, което по нов начин формулира въпроси за морала и етиката на действията на родителите си по време на Втората световна война и правомерността на държавността на ФРГ в тази форма, в която съществува дотогава. Войната във Виетнам допълнително засилва неприязненото отношение на някои слоеве на немското население към САЩ. В големите университетски градове на Западна Европа се провеждат антиамерикански студентски демонстрации. На територията на ФРГ възниква външнопарламентарна опозиция и е основан Социалистическият съюз на немските студенти, който подклажда мирни протести.
По собственото си определение ФЧА е революционният авангард на тази опозиция към държавната власт и е призвана да осъществи световна революция. Като свои задачи групировката определя воденето на въоръжена борба с американския империализъм, в това число и в Западна Европа. От поколенията на ФЧА само първото се ползва с известна поддръжка от населението, чиито първоначални симпатии се изразяват в акции на солидарност и организиране на система от полулегална поддръжка за снабдяване. За популярността на идеите на ФЧА може да се спомене и фактът, че съдебните защитници на по-късно арестувани членове на ФЧА от първото поколение са известни по това време немски юристи.
Майнхоф е известна лидерка на студентското движение от 1968 г. На 14 май 1970 г. тя и нейни съмишленици успяват да помогнат на арестувания Андреас Баадер да избяга от полицейската охрана. Този акт се счита за осоваването на ФЧА. Майнхоф създава манифест на ФЧА под името „Концепция на градското партизанство“.

### Дейност
Основни фигури от първото поколение на фракцията са журналистката Улрике Майнхоф, Андреас Баадер и Гудрун Енслин. Отношението на фракцията към силите на реда е оповестена от Майнхоф: „Полицаите са един проблем и ние казваме, че ченгетата са свине, ние смятаме, че човекът в униформа е мръсник и той не е човек, затова трябва да му се противопоставим. Това значи, че не е нужно да водим разговори с него и изобщо е губене на време да се говори с тези хора и, разбира се, че може да се стреля.“
Фракцията се разраства и до юли 1970 г. наброява 30 души. Само през 1970 г. в Западен Берлин са осъществени близо 80 палежа и взривове. През 1971 г. фракцията осъществява 555 акции и започва антиполицейски терор.
През 1972 г. полицията залавя основателите на ФЧА. През 1974 г. те са осъдени.
От октомври 1974 г. до 1977 г. фракцията извършва убийства и похищения на видни бизнесмени и политици. През есента на 1977 г., по време на така наречената „Немска есен“, представители на второто поколение на фракцията похищават Ханс-Мартин Шлайер – председател на Асоциацията на работодателите в Германия и изисква размяната му срещу арестувани членове на ФЧА, между които са Енслин и Баадер. В същото време, друг отряд на групата отвлича самолета на авиокомпания Луфтханза „Ландсхут“, който каца в Могадишу. Исканията не са изпълнени и самолетът бива успешно щурмуван от специални части. Енслин, Баадер и Ян-Карл Распе се самоубиват в затвора, а заложникът, Ханс-Мартин Шлайер, бива екзекутиран.
През 80-те и 90-те години на XX век фракцията напада бази на ВВС и убива шефа на Дойче Банк Алфред Херхаузен.
През 1998 г. ФЧА се саморазпуска.